# Giải vô địch bóng đá trẻ châu Á 1992
Giải vô địch bóng đá trẻ châu Á 1992 diễn ra tại Dubai, Các Tiểu Vương quốc Ả Rập Thống Nhất.  Ả Rập Xê Út đánh bại  Hàn Quốc trong trận chung kết và vô địch giải đấu.

## Vòng bảng

### Bảng A
| Đội      | ST | T | H | B | BT | BB | HS | Đ |
| -------- | -- | - | - | - | -- | -- | -- | - |
| UAE      | 3  | 2 | 1 | 0 | 5  | 0  | +5 | 5 |
| Nhật Bản | 3  | 2 | 0 | 1 | 4  | 2  | +2 | 4 |
| Iran     | 3  | 1 | 1 | 1 | 2  | 2  | 0  | 3 |
| Ấn Độ    | 3  | 0 | 0 | 3 | 0  | 7  | −7 | 0 |

| UAE | 0–0 | Iran |
| --- | --- | ---- |
|     |     |      |

| Ấn Độ | 0–2 | Nhật Bản |
| ----- | --- | -------- |
|       |     |          |

| Nhật Bản | 2–0 | Iran |
| -------- | --- | ---- |
|          |     |      |

| Ấn Độ | 0-3 | UAE |
| ----- | --- | --- |
|       |     |     |

| UAE | 2–0 | Nhật Bản |
| --- | --- | -------- |
|     |     |          |

| Iran | 2-0 | Ấn Độ |
| ---- | --- | ----- |
|      |     |       |

### Bảng B
| Đội         | ST | T | H | B | BT | BB | HS  | Đ |
| ----------- | -- | - | - | - | -- | -- | --- | - |
| Hàn Quốc    | 4  | 3 | 0 | 1 | 16 | 7  | +9  | 6 |
| Ả Rập Xê Út | 4  | 3 | 0 | 1 | 9  | 3  | +6  | 6 |
| Qatar       | 4  | 3 | 0 | 1 | 9  | 5  | +4  | 6 |
| Thái Lan    | 4  | 1 | 0 | 3 | 5  | 13 | −8  | 2 |
| New Zealand | 4  | 0 | 0 | 4 | 2  | 13 | −11 | 0 |

| Qatar | 2-0 | Ả Rập Xê Út |
| ----- | --- | ----------- |
|       |     |             |

| Hàn Quốc | 8-1 | Thái Lan |
| -------- | --- | -------- |
|          |     |          |

| New Zealand | 1-5 | Hàn Quốc |
| ----------- | --- | -------- |
|             |     |          |

| Thái Lan | 0-2 | Ả Rập Xê Út |
| -------- | --- | ----------- |
|          |     |             |

| New Zealand | 0-2 | Thái Lan |
| ----------- | --- | -------- |
|             |     |          |

| Hàn Quốc | 3–1 | Qatar |
| -------- | --- | ----- |
|          |     |       |

| Ả Rập Xê Út | 3-1 | New Zealand |
| ----------- | --- | ----------- |
|             |     |             |

| Thái Lan | 2-3 | Qatar |
| -------- | --- | ----- |
|          |     |       |

| Ả Rập Xê Út | 4-0 | Hàn Quốc |
| ----------- | --- | -------- |
|             |     |          |

| Qatar | 3–0 | New Zealand |
| ----- | --- | ----------- |
|       |     |             |

## Vòng loại trực tiếp
|  | Bán kết            | Bán kết  |               |   | Chung kết | Chung kết |
|  |                    |          |               |   |           |           |
|  | 4 tháng 10         |          |               |   |           |           |
|  |                    |          |               |   |           |           |
|  | UAE                | 0        |               |   |           |           |
|  | UAE                | 0        | 6 tháng 10    |   |           |           |
|  | Ả Rập Xê Út (h.p.) | 2        |               |   |           |           |
|  | Ả Rập Xê Út (h.p.) | 2        | Ả Rập Xê Út   | 2 |           |           |
|  | 4 tháng 10         |          | Ả Rập Xê Út   | 2 |           |           |
|  |                    | Hàn Quốc | 0             |   |           |           |
|  | Hàn Quốc           | Hàn Quốc | 0             | 2 |           |           |
|  | Hàn Quốc           |          |               | 2 |           |           |
|  | Nhật Bản           | 1        |               |   |           |           |
|  | Nhật Bản           | 1        | Tranh hạng ba |   |           |           |
|  |                    |          |               |   |           |           |
|  | 6 tháng 10         |          |               |   |           |           |
|  |                    |          |               |   |           |           |
|  | UAE                | 0        |               |   |           |           |
|  | UAE                | 0        |               |   |           |           |
|  | Nhật Bản           | 3        |               |   |           |           |

### Bán kết
| UAE | 0 – 2 | Ả Rập Xê Út |
| --- | ----- | ----------- |
|     |       |             |

| Hàn Quốc | 2 – 1 | Nhật Bản |
| -------- | ----- | -------- |
|          |       |          |

### Tranh hạng ba
| UAE | 0 – 3 | Nhật Bản |
| --- | ----- | -------- |
|     |       |          |

### Chung kết
| Ả Rập Xê Út | 2 – 0 | Hàn Quốc |
| ----------- | ----- | -------- |
|             |       |          |

## Vô địch
| Giải vô địch bóng đá trẻ châu Á 1992 |
| ------------------------------------ |
| · Ả Rập Xê Út · Lần thứ 2            |

- Ả Rập Xê Út và  Hàn Quốc tham dự Giải vô địch bóng đá trẻ thế giới 1993.